# Los Balbases

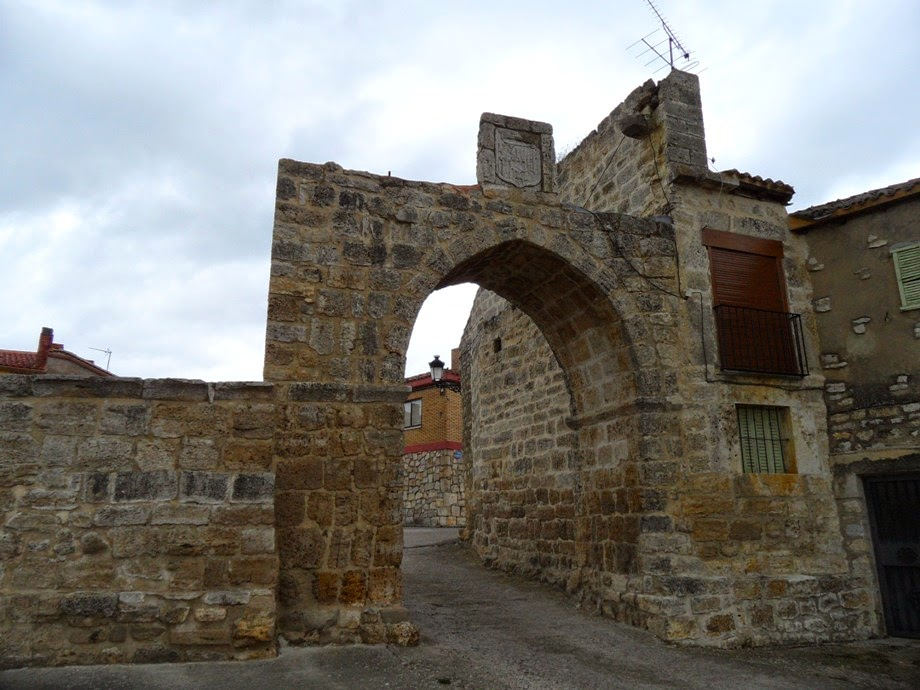

Los Balbases es un municipio y localidad española situada en la provincia de Burgos, en la comunidad autónoma de Castilla y León, comarca de Odra-Pisuerga, partido judicial de Burgos.

## Geografía
Integrado en la comarca de Odra-Pisuerga, está situado a 44 kilómetros de la capital provincial. El término municipal está atravesado por la Autovía de Castilla  A-62  entre los pK 38 y 39 así como por la carretera provincial  BU-400  que se dirige a Castrojeriz. Abarca una extensión de 64,37 km² y cuenta con una población de 504 habitantes (INE 2008).
El relieve del municipio está formado por la característica llanura castellana sobre la que se elevan algunos páramos y en la que discurren pequeños arroyos tributarios del río Arlanzón, que limita el territorio por el sureste. La altitud oscila entre los 940 metros al norte y los 770 metros en la ribera del río Arlanzón. El pueblo se alza a 824 metros sobre el nivel del mar. 
| Noroeste: Castrojeriz y Villaquirán de la Puebla | Norte: Villaquirán de la Puebla e Iglesias | Noreste: Tamarón                                 |
| Oeste: Castrojeriz                               |                                            | Este: Villaquirán de los Infantes y Villazopeque |
| Suroeste: Vallejera                              | Sur: Revilla Vallejera y Villaverde-Mogina | Sureste: Villazopeque                            |

## Historia
En la antigüedad fue Villa próspera e importante, residencia veraniega de Doña Berenguela y otros personajes de la corte, como Ambrosio Spínola, primer marqués de Los Balbases. Con el tiempo ha ido perdiendo parte de su esplendor y grandeza, pero conserva ese aire señorial y pacífico de las villas castellanas. Aún pueden apreciarse vestigios de su glorioso pasado en sus puertas-arco, sus casas solariegas y, sobre todo, en sus dos iglesias monumentales y magníficas. Posee un Museo Etnológico y un Museo parroquial de arte religioso.
Villa, denominada entonces Los Balbases, formaba parte, en su categoría de pueblos solos, del Partido de Castrojeriz, uno de los catorce que formaban la Intendencia de Burgos, durante el periodo comprendido entre 1785 y 1833, en el Censo de Floridablanca de 1787, jurisdicción de señorío siendo su titular el Marqués de los Balbases, alcalde ordinario.
En aquella época su titular era Manuel Miguel Osorio y Spínola (1757-1813), séptimo duque de Sesto, séptimo marqués de Los Balbases, 16.º marqués de ALCAÑICES, 9.º marqués de Montaos, 11.º conde de Grajal, 8.º conde de Villanueva de Cañedo, 12.º conde de Fuensaldaña, 3 veces grande de España, 11.º señor de Villacís y Cervantes, 15.º señor de la Casa de Rodríguez de Villafuerte y sus mayorazgos en Salamanca.

## Demografía
Los Balbases cuenta con una población de 306 habitantes (INE 2024).
| Gráfica de evolución demográfica de Los Balbases entre 1842 y 2021                                                                                                   |
| |
| Población de derecho según los censos de población del INE. Población de hecho según los censos de población del INE.En este censo se denominaba Los Valbases: 1842. |

## Patrimonio

### Iglesia de San Millán
Se encuentra en un cerro, sobre el barrio al que da su nombre - balcón de la vega de Vallehermoso. Está dedicada a San Millán. Su estructura arquitectónica se realiza en estilo gótico en la segunda mitad del siglo XIII, sobre restos anteriores tardorrománicos. Tiene dos portadas. Una, a los pies de la iglesia, es de un gótico arcaizante, mediados del siglo XIII. La principal, de finales del siglo XIII, está decorada con gran riqueza escultórica en sus arquivoltas y frontón, pero en deficiente estado de conservación. La iglesia tiene planta de salón, con tres naves y tres ábsides, conservando algunos elementos tardorrománicos en sus columnas.
Fue declarada Bien de Interés Cultural en la categoría de Monumento el 26 de marzo de 1992.

### Iglesia de San Esteban

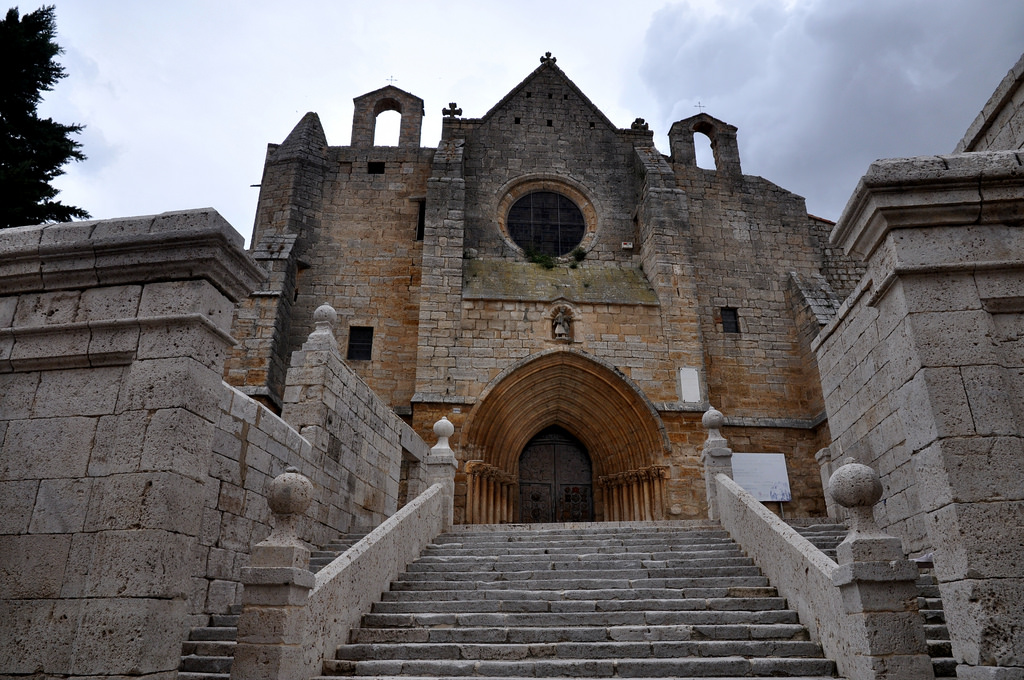

De esbelta e imponente construcción, se alza majestuosa la iglesia de San Esteban, patrono de la parroquia. Es de estilo gótico, de mediados del siglo XIII, al igual que la portada principal, de gran abocinado y sobriedad escultórica.
Se accede a la iglesia por una gran escalinata pétrea, de tres calles y dos pasamanos, obra de la familia Hernaltes y de Francisco Bocos, realizada en la segunda mitad del siglo XVIII y en la que también se aprovechó para rehacer su retablo mayor. Es una iglesia de cruz latina, con una gran esbeltez, llamando la atención la altura de sus bóvedas góticas y las grandes dimensiones de sus tres naves y crucero, propias de una catedral. Conserva restos románicos en su exterior e interior.
Fue declarada Bien de Interés Cultural en la categoría de Monumento el 12 de marzo de 1992.

### Museo parroquial de San Esteban
No podía desmerecer de la riqueza y bondad de esta Villa y de sus dos iglesias monumentales, el tesoro artístico religioso existente, expresión de la fe, religiosidad y generosidad de sus gentes para con la Iglesia. A lo largo de los siglos, se ha ido acumulando un rico y variado tesoro de objetos litúrgicos, destinados al culto y veneración de los fieles: pintura, orfebrería, ornamentos, imágenes...

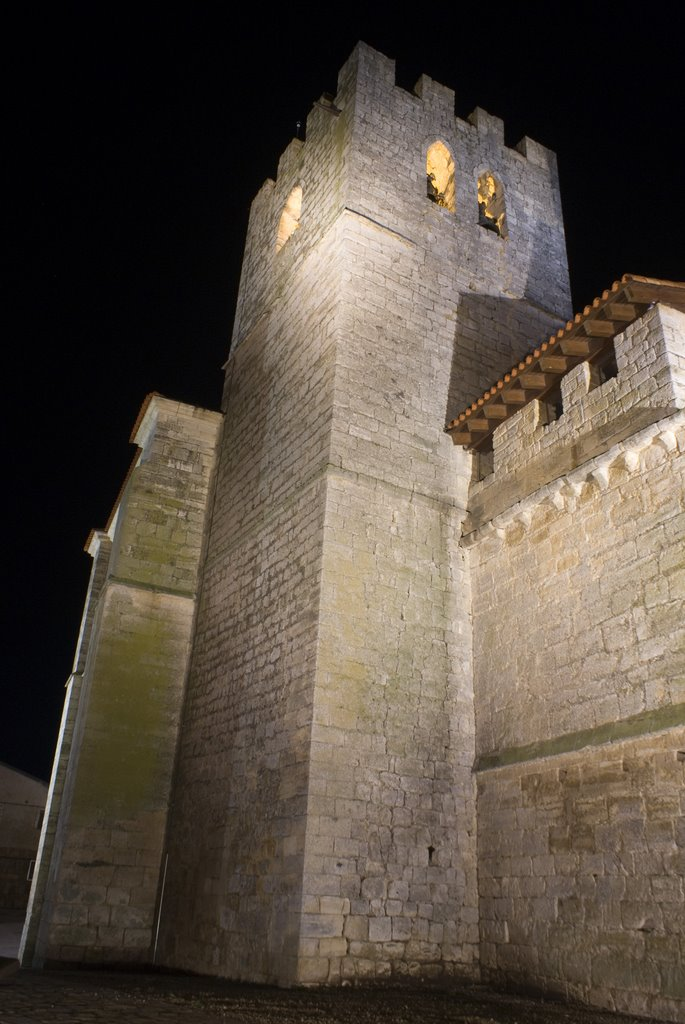

Todo ello ha sido delicadamente colocado en artísticas vitrinas que contienen objetos agrupados en tres secciones:
Objetos de orfebrería, en plata, oro y metales nobles. Sobresale, por su belleza y filigrana, una cruz procesional, con escenas de la pasión del Señor en el anverso, y de la vida y martirio de San Esteban en el reverso. Es obra cumbre de los orfebres Jerónimo de Corseto y Pedro García Montero, que la realizaron en 1584-1585.
Telas y ornamentos litúrgicos, en gran cantidad y belleza, bordados en oro y seda, sobre terciopelo. Merece especial mención un terno de terciopelo rojo, bordado en seda y oro, con bandas y medallones de estilo renacentista y forma toledana en la casulla.
Imágenes del Cristo, de la Virgen María y de los Santos. Destacan una imagen románica, -Ntra. Sra. de las Nieves- y una devota imagen de la Virgen con su Hijo en brazos -Ntra. Sra. del Rosario- del siglo XVI.

## Parques eólicos

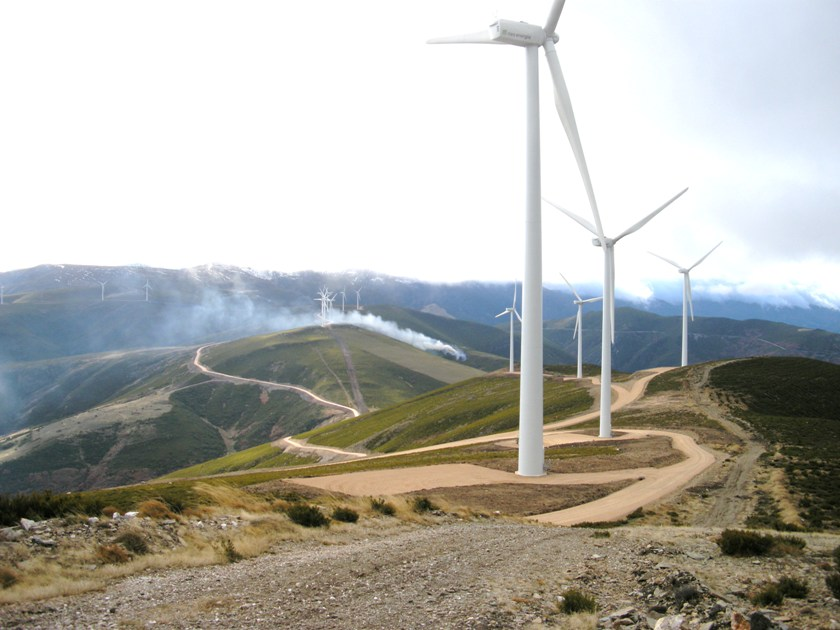
Un parque eólico de Los Balbases

Parque eólico Los Zapateros, de 49,4 MW, de 26 aerogeneradores Vestas, diámetro de rotor de 90 m, altura de buje de 105 metros y red subterránea de media tensión a 30 kV de interconexión de los aerogeneradores, con llegadas a la subestación Cuatro Picones. 
Parque Eólico La Zarzuela, de 41,8 MW, de potencia instalada, ubicado en los términos municipales de Los Balbases y Vallejera, de 22 aerogeneradores Vestas, diámetro de rotor de 90 m, altura de buje de 105 m y red subterránea de media tensión a 30 kV de interconexión de los aerogeneradores, con llegadas a la subestación «Cuatro Picones». 
Parque Eólico El Gallo de 49,4 MW de potencia instalada, ubicado en los términos municipales de Los Balbases, Villaquirán de los Infantes y Villaldemiro, de 26 aerogeneradores Vestas, diámetro de rotor de 90 m, altura de buje de 105 m y red subterránea de media tensión a 30 kV de interconexión de los aerogeneradores, con llegadas a la subestación «Cuatro Picones».